# SSD

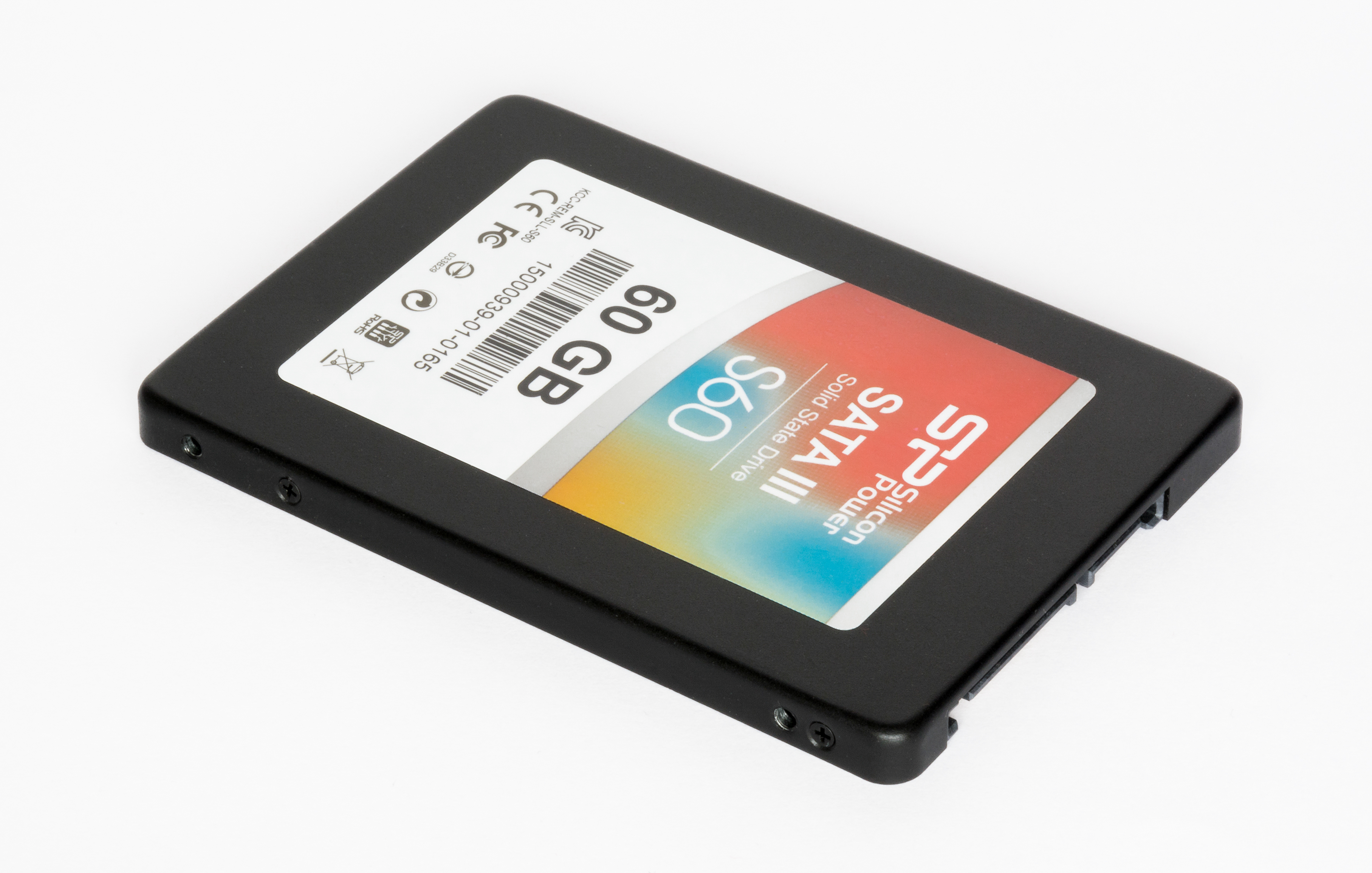
SSD Silicon Power

Твердотілий накопичувач (англ. SSD, solid-state drive) — комп'ютерний запам'ятовувальний пристрій на основі мікросхем пам'яті та контролера керування ними, що не містить рухомих механічних частин.
Розрізняють два види твердотілих накопичувачів: SSD на основі динамічної пам’яті (подібної до оперативної пам'яті комп'ютерів) і SSD на основі флеш-пам'яті.
Твердотілі накопичувачі використовуються в компактних пристроях: ноутбуках, нетбуках, комунікаторах і смартфонах. Деякі відомі виробники переорієнтувались на випуск твердотілих накопичувачів вже повністю. Наприклад,  Samsung продав бізнес з виробництва жорстких дисків компанії Seagate. 
Існують і так звані гібридні жорсткі диски, що з'явилися в тому числі через пропорційно вищу вартість твердотілих накопичувачів[коли?] і поєднують в одному пристрої як основний накопичувач на твердих магнітних дисках (HDD), так і твердотілий накопичувач відносно невеликого обсягу (4-8 ГБ) в ролі кешу (для збільшення продуктивності, швидкого холодного запуску системи, зниження енергоспоживання). Такі диски використовуються в основному в переносних пристроях (ноутбуках) і там, де продуктивність має більше значення, ніж ціна. 
Ринкова частка SSD поки не досягла[коли?] рівня ринкової частки твердих дисків, але темпи зростання обсягів продаж SSD значно перевищують темпи зростання обсягів продажів твердих дисків 

.

## Історія розвитку
- 1978 рік — американська компанія StorageTek розробила перший напівпровідниковий накопичувач сучасного типу (заснований на RAM-пам'яті).
- 1982 рік — американська компанія Cray представила напівпровідниковий накопичувач на RAM-пам'яті для своїх суперкомп'ютерів Cray-1 зі швидкістю 100 Мбіт/с і Cray X-MP зі швидкістю 320 Мбіт/с та з підтримкою 8, 16 або 32 та 64 млн 64 розрядних слів [4].
- 1995 рік — ізраїльська компанія M-Systems представила перший напівпровідниковий накопичувач на flash-пам'яті.
- 2007 рік — корпорація Intel випустила накопичувач Z-P140. Розміри 12х18х1,39 мм. Швидкість читання 40 мегабайт на секунду, а швидкість запису — 30 мегабайт на секунду. Низьке енергоспоживання[5] [6].
- 2007 рік — компанія Fusion-io анонсувала карту SSD, що підключається через PCIe, з 100 000 операціями вводу/виводу за секунду (IOPS), і з ємністю до 320 гігабайт.
- 2008 рік — Південнокорейській компанії Mtron Storage Technology вдалося створити SSD накопичувач зі швидкістю запису 240 МБ/с і швидкістю читання 260 МБ/с, який вона продемонструвала на виставці в Сеулі. Об'єм — 128 ГБ. За заявою компанії, випуск таких пристроїв мав початися вже у 2009 році.
- 2009 рік — Super Talent Technology випустила SSD об'ємом 512 гігабайт. У цьому ж році компанія OCZ представляє SSD об'ємом 1 терабайт.[7]
- У грудні 2009 року, корпорація Micron Technology анонсувала SSD, що використовує інтерфейс SATA 3.0.[8]

Зараз найпомітнішими компаніями, які інтенсивно розвивають SSD-напрям в своїй діяльності, можна назвати Intel, Kingston, Samsung Electronics, SanDisk, Corsair, Renice, OCZ Technology, Crucial та ADATA. Крім того, свій інтерес до цього ринку демонструє Toshiba.

## Архітектура і функціонування
Ключовими компонентами SSD є контролер і пам'ять для зберігання даних. Основним компонентом пам'яті в SSD традиційно була DRAM, енергозалежна пам'ять, але з 2009 року це найчастіше NAND (флеш-пам'ять) - енергонезалежна пам'ять.

### NAND SSD

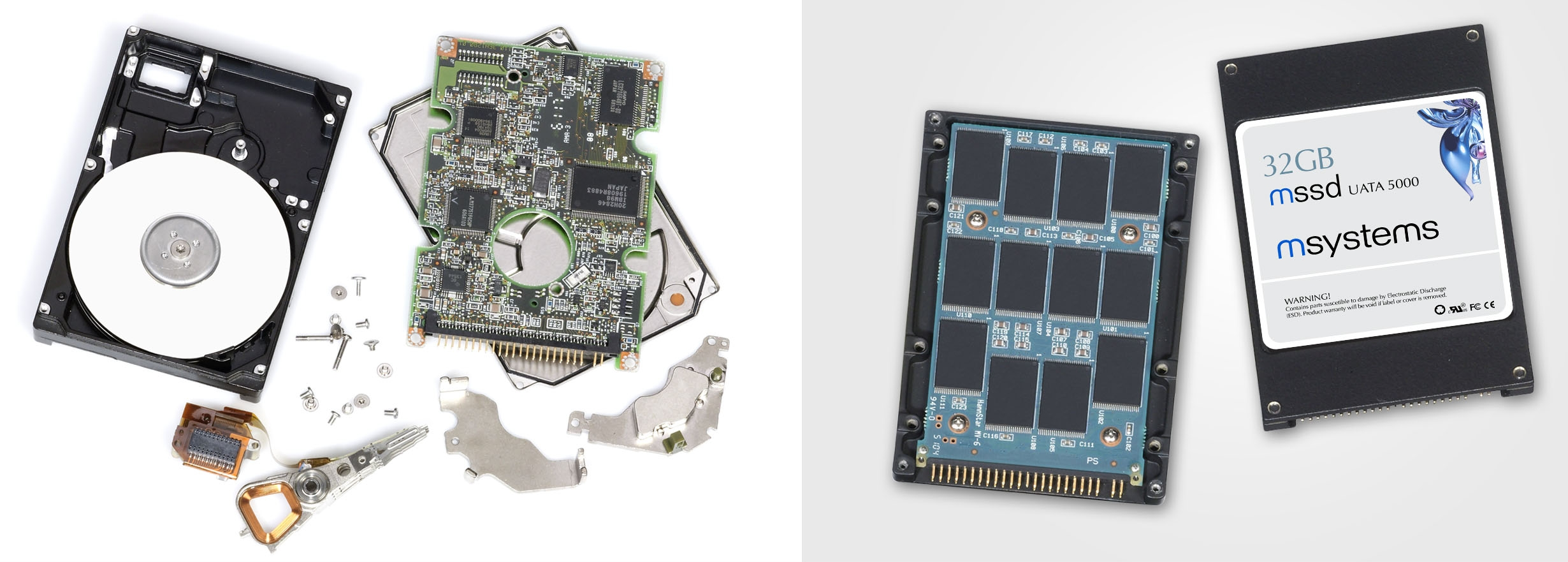
Порівняння: компоненти розібраного HDD (зліва) і розібраного SSD (праворуч)

Накопичувачі, побудовані на енергонезалежній пам'яті (NAND SSD), з'явилися відносно недавно[коли?], але через набагато нижчу (проти RAM SSD) вартість (від 2 доларів США за гігабайт) почали впевнено завойовувати ринок. До недавнього[коли?] часу вони істотно поступалися традиційним накопичувачам — твердим дискам — у швидкості запису, але компенсували це високою швидкістю пошуку інформації (початкового позиціювання). Зараз[коли?] уже випускаються твердотілі накопичувачі Flash зі швидкістю читання й запису, що в рази перевершують можливості твердих дисків.[джерело не вказане 3082 дні]

### DRAM SSD
Ці накопичувачі побудовані на мікросхемах динамічної пам'яті (DRAM, найчастіше використовується як оперативна пам'ять комп'ютерів) і характеризуються надшвидкими читанням, записом і пошуком інформації. Основним їх недоліком є надзвичайно висока вартість[коли?] (від 80 до 800 доларів США за гігабайт). Використовуються вони переважно для прискорення роботи великих систем керування базами даних і потужних графічних станцій. Такі накопичувачі, як правило, оснащені акумуляторами для збереження даних при втраті живлення, а більш дорогі моделі — системами резервного та/або оперативного копіювання.

## Переваги та вади

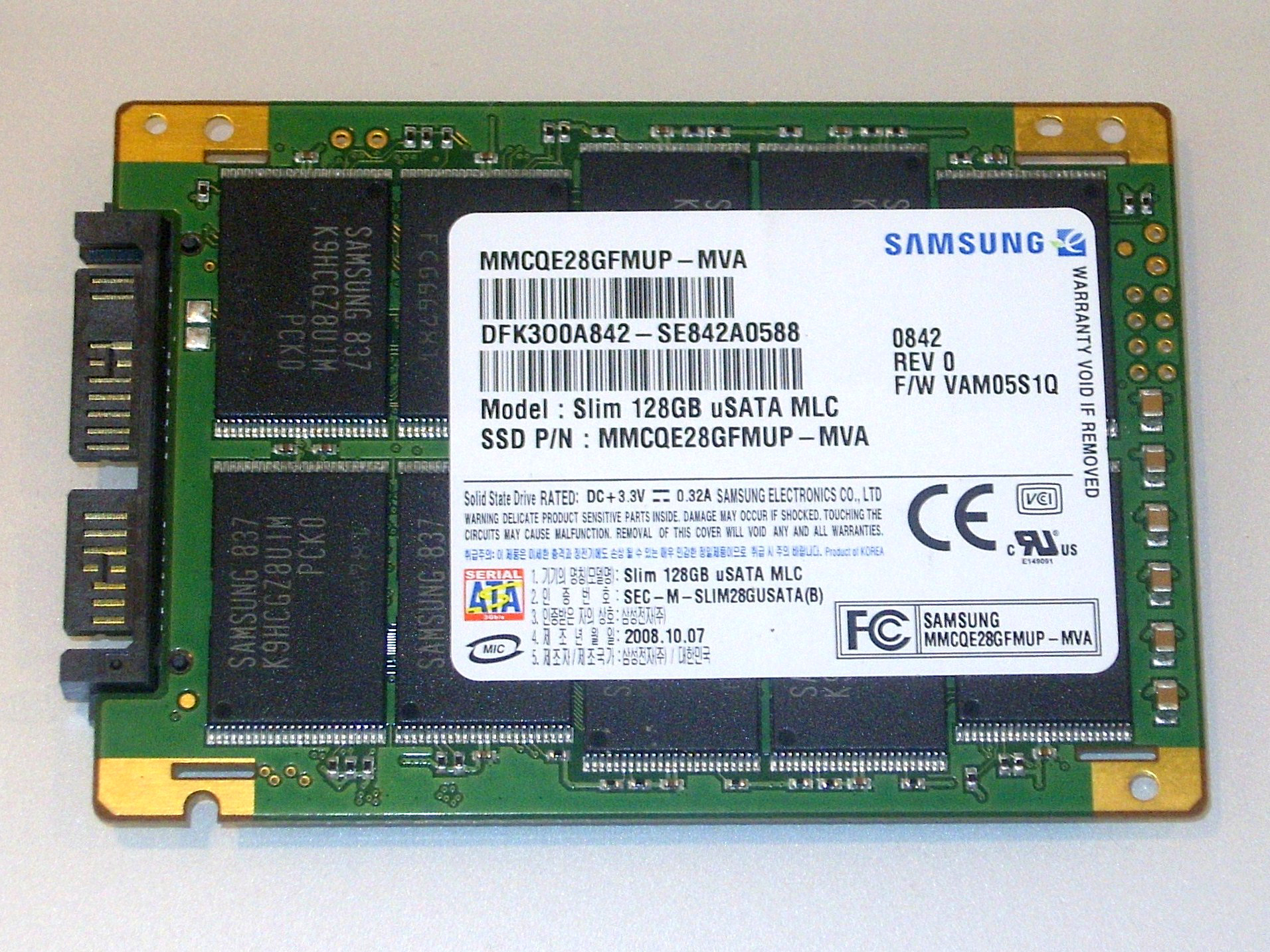
В SSD відсутні рухомі частини

Переваги перед твердими дисками (HDD):
- відсутність рухомих частин;
- висока швидкість читання і запису, що нерідко перевершує пропускну здатність інтерфейсу жорсткого диска (SATA II — 3 ГБ/с, SATA III — 6 ГБ/с, SCSI тощо);
- низьке енергоспоживання;
- повна відсутність шуму (немає рухомих частин і вентиляторів охолодження);
- висока механічна стійкість;
- широкий діапазон робочих температур;
- стабільність часу зчитування файлів, незалежно від їх розташування або фрагментації;
- малі габарити і вага;
- великий модернізаційний потенціал, як самих накопичувачів, так і технологій їх виробництва;
- набагато менша чутливість до зовнішніх електромагнітних полів.

Вади:
- Одна з вад SSD — обмежена кількість циклів перезапису. Звичайна (MLC, Multi-level cell, багаторівневі комірки пам'яті) флеш-пам'ять дозволяє записувати дані приблизно 10 000 разів. Більш дорогі види пам'яті (SLC, Single-level cell, однорівневі осередки пам'яті)  — понад 100 000 разів. Для боротьби з нерівномірним зносом застосовуються схеми балансування навантаження. Спостерігається тенденція до поступового переходу у персональних комп'ютерах від MLC-пам'яті до TLC, що вдосконалюється провідними виробниками напівпровідників. Такий підхід дає суттєвий приріст продуктивності[джерело не вказане 1600 днів][10], але ще дещо зменшує ресурс накопичувача. Але контролери стають дедалі "розумнішими" та їхні мікропрограми покращуються (іноді з можливостями оновлення користувачем через спеціалізоване ПЗ), та все краще "вирішують", куди краще записати дані, щоби накопичувач якнайдовше працював. Контролер зберігає інформацію про кількість перезаписів кожного з блоків і, за необхідності, «міняє їх місцями» з резервними[11];
- Проблеми сумісності SSD накопичувачів із застарілими[коли?][12] версіями ОС сімейства Microsoft Windows, які не враховують специфіку SSD-накопичувачів і додатково зношують їх. Використання операційними системами механізму підкачування сторінок також зменшує термін експлуатації SSD-накопичувачів;
- Ціна гігабайту SSD-накопичувачів є істотно вищою за ціну гігабайта HDD-накопичувача. До того ж, вартість SSD прямо пропорційна їх ємності, тоді як вартість традиційних твердих дисків залежить від кількості пластин і повільніше росте при збільшенні об'єму накопичувача.

Спостерігається тенденція здешевлення флеш-пам'яті та покращення більшості характеристик таких накопичувачів, що відіграє значну роль при виборі системного диску для ПК.

## Підтримка у операційних системах

### Linux
Файлові системи ext4, Btrfs, XFS, JFS та F2FS включають в себе підтримку функції скидання (так зване «прибирання сміття» — TRIM). Станом на листопад 2013 року ext4 можна рекомендувати як безпечний вибір. F2FS — це сучасна файлова система, оптимізована для роботи з флеш-пам'яттю. З технічної точки зору це дуже хороший вибір, але вона все ще перебуває в експериментальній стадії.
З 2010 року стандартні дискові утиліти Linux почали дбати про відповідне вирівнювання розділів за типовими налаштуваннями.

### Microsoft Windows
В ОС Windows 7 введена спеціальна оптимізація для роботи з твердотілими накопичувачами. За наявності SSD-накопичувачів ця операційна система працює з ними інакше, ніж зі звичайними HDD-дисками. Наприклад, Windows 7 не застосовує до SSD-накопичувача дефрагментацію, технології Superfetch і ReadyBoost та інші техніки випереджувального читання, які прискорюють завантаження застосунків зі звичайних HDD.
Попередні версії Microsoft Windows такої спеціальної оптимізації не мають і розраховані на роботу тільки зі звичайними твердими дисками. Тому, наприклад, деякі файлові операції Windows Vista, якщо їх не вимкнути, можуть зменшити термін служби SSD-накопичувача. Операція дефрагментації повинна бути вимкнена, оскільки вона практично ніяк не впливає на продуктивність SSD-носія і лише додатково зношує його.
Компанія Dell 9 вересня 2011 заявила про першу на ринку комплектацію ноутбуків Dell Precision з твердотілою пам'яттю обсягом 512 ГБ одним накопичувачем і 1 Тб двома накопичувачами, для моделей комп'ютерів M4600 і M6600, відповідно. На момент оголошення виробник встановив ціну 1 120 доларів США за один накопичувач об'ємом 512 ГБ з інтерфейсом SATA3.

### Mac OS X
Операційна система Mac OS X, починаючи з версії 10.7 (Lion), повністю здійснює TRIM-підтримку для встановленої в системі твердотілої пам'яті.
З 2010 року компанія Apple представила комп'ютери лінійки Air, які повністю комплектуються тільки твердотілою пам'яттю на основі Флеш-NAND. До 2010 р. покупець ще міг обрати для цього комп'ютера комплектацію зі звичайним твердим диском, але подальший розвиток лінійки, на користь максимального полегшення та зменшення корпусів комп'ютерів цієї серії, спричинив повну відмову від звичайних твердих дисків на користь твердотілих накопичувачів. Обсяг твердотілих накопичувачів в комп'ютерах серії Air становить від 64 до 512 гігабайт.